# Sébastien Bourdais
Sébastien Olivier Bourdais (født 28. februar 1979 i Le Mans, Frankrig) er en fransk racerkører, som har deltaget i 24-timersløbet i Le Mans fem gange. Han har desuden kørt 27 Formel 1-Grand Prix'er (pr. juli 2009).
Bourdais havde sit Formel 1-debut i 2008 for Scuderia Toro Rosso, hvor hans teamkammerat var Sebastian Vettel.

## Tidslinje
- 1999-2002, 2004, 2007, 2009, 2010-2012: Kører i 24-timers Le Mans.
- 2000-2002: Kører i FIA International F3000 Championship.
- 2002: Formel 1-testkører for Arrows og Renault
- 2002: Mester af FIA International F3000 Championship.
- 2003: Rookie i Champ Car World Series. Samlet placering: 4. Blev udnævnt til Rookie of the Year.
- 2004-2007: Mester af Champ Car World Series.
- 2006-2007: Formel 1-testkører for Scuderia Toro Rosso.
- 2008-2009: Formel 1-kører for Scuderia Toro Rosso.
- 2011-nu: Kører i IndyCar Series